# Liste des victoires des pilotes iraniens dans les combats aériens lors de la guerre Iran-Irak
Cet article contient la liste des victoires des pilotes iraniens dans les combats aériens lors de la guerre Iran-Irak. Les abattus confirmés sont en gras et les abattus probables sont en italique.
| Pilote                               | Nombre total des abattus | Victimes                                | Arme                                              | Date                                                              | Avion          | Remarques |
| ------------------------------------ | ------------------------ | --------------------------------------- | ------------------------------------------------- | ----------------------------------------------------------------- | -------------- | --- |
| Jalil Zandi                          | 11                       | MiG-21 MiG-23 Su-22 MiG-23 Mirage F1    | AIM-9P AAM AIM-54A AIM-54A AAM AIM-54A AAM AIM-9P | 15 mai 81 ? Jan 82 10 Oct 82 ? Sep 83 ? Apr 86 29 Aoû 87 ? Fev 88 | F-14 Tomcat    | Le pilote de chasse iranien ayant compté le plus de victoires en combat aérien, avec 11 victoires,.                                                                             |
| Shahram Rostami                      | 6                        | Mirage F1 MiG 21 MiG-25                 | AIM-54A AIM-7E AIM-54A                            | 22 Oct 81 16 Sep 82 1 Dec 82                                      | F-14 Tomcat    | |
| A. Afshar                            | 6                        | MiG 23 MiG-21 Mirage F1 Su-22 Mirage F1 | AAM AIM-7E AIM-54A AAM AIM-54 AIM-9P              | 13 Oct 80 21 Nov 80 27 Nov 80 7 Oct 86 ? Fev 87 15 mai 88         | F-14 Tomcat    | |
| Yadollah Sharifirad                  | 5                        | Su-22 MiG-21                            | Voir les remarques Manœuvre 20 mm 20 mm Manœuvre  | 21 Oct 80 21 Nov 80 24 Nov 80 16 Dec 80                           | Northrop F-5   | Le 21 octobre, appareil irakien percute le sol lors de la poursuite. Le pilote de chasse de F-5 ayant compté le plus de victoires en combat aérien lors de la guerre Iran-Irak. |
| ّFarahavar                            | 4                        | MiG-23                                  | AIM-54A                                           | 7 Jan 81                                                          | F-14 Tomcat    | |
| Shafi / Alaei                        | 4                        | Gazelle Alouette III Mil Mi-24          | 20 mm 20 mm 20 mm 20 mm                           | 2 Nov 82 3 Nov 82 21 Nov 82                                       | AH-1J          | |
| Assadollah Adeli / Mohammad Masbough | 3                        | MiG-23                                  | AIM-54                                            | 7 Jan 81                                                          | F-14 Tomcat    | Adeli, avec son RIO Mohammad Masbough, a abattu trois MiG-23 qui volaient en formation serrée, avec un seul AIM-54 Phoenix                                                      |
| Ghiassi                              | 3                        | Mirage F1                               | AIM-7E AIM-9P                                     | 9 Fev 88                                                          | F-14 Tomcat    | |
| Abbas Doran                          | 3                        | MiG-23 MiG-21                           | AIM-7E                                            | 29 Sep 80 2 Nov 80                                                | F-4 Phantom II | |
| Rahnavard                            | 3                        | Su-22 Mirage F-1                        | AIM-7E AIM-9P                                     | ? mai 87 16 Fev 88                                                | F-14 Tomcat    | |
| Zoghi                                | 3                        | MiG-23 Mirage F1                        | AIM-9P AIM-7E AIM-9P                              | 23 Jan 87 9 Juil 88                                               | F-14 Tomcat    | |
| Khosrodad                            | 3                        | MiG-21 MiG-23                           | AIM-7E AIM-54A                                    | 21 Nov 82                                                         | F-14 Tomcat    | |
| Mohammad Hashem Aleagha              | 3                        | MiG-21 Mirage F1                        | AIM-7E AIM-54A                                    | 20 Oct 80 11 Dec 81                                               | F-14 Tomcat    | |
| Yadollah Javadpour                   | 2                        | Su-20 MiG-25,                           | 20 mm AIM-9J                                      | 17 Oct 80 6 Aoû 83                                                | Northrop F-5   | |
| Hassan Afghantoloee                  | 2                        | Mirage F1                               | AIM-7E AIM-9P                                     | 18 Fev 87                                                         | F-14 Tomcat    | |
| G. Malej                             | 2                        | MiG-23                                  | AIM-9P                                            | 18 Oct 80                                                         | F-14 Tomcat    | |
| Ali Azimi                            | 2                        | MiG-21 MiG-23>                          | AIM-54A                                           | 23 Sep 80                                                         | F-14 Tomcat    | |
| R. Azad                              | 2                        | MiG-21                                  | AIM-54A                                           | 11 Dec 81                                                         | F-14 Tomcat    | |
| Joshan/ Hashemzade                   | 2                        | Su-22                                   | AIM-7E AIM-9P                                     | 11 mai 85 15 mai 85                                               | F-4 Phantom II | |
| G. Esmaeli                           | 2                        | Silkworm Xian H-6                       | AIM-54A                                           | 25 Fev 88                                                         | F-14 Tomcat    | |
| Rassi                                | 1                        | MiG-23                                  | 20 mm                                             | 25 Sep. 80                                                        | F-4 Phantom II | |
| Adibi                                | 1                        | Super Etendard                          | AIM-7E                                            | 2 Apr 84                                                          | F-4 Phantom II | |
| Esmail Sehati / Mohammad Sahrai      | 1                        | MiG-21                                  | 20 mm                                             | 14 Fev 86                                                         | AH-1J          | |
| Hasibi                               | 1                        | MiG-23                                  | AIM-9P                                            | 13 Oct 80                                                         | F-4 Phantom II | |
| Amir                                 | 1                        | MiG-23                                  | AIM-9P                                            | 21 Apr 81                                                         | F-14 Tomcat    | |
| Abbassi / Kuchmezgi                  | 1                        | MiG-23                                  | AIM-9P                                            | 26 Apr 81                                                         | F-4 Phantom II | |
| Salari                               | 1                        | MiG-23                                  | AIM-9P                                            | 14 Jui 88                                                         | F-4 Phantom II | |
| Moslemi                              | 1                        | MiG-23                                  | AIM-7E                                            | 23 Jan 87                                                         | F-14 Tomcat    | |
| Reza ?                               | 1                        | MiG-23                                  | AIM-7E                                            | 12 Juil 86                                                        | F-14 Tomcat    | |
| Sarlak                               | 1                        | MiG-21                                  | 20 mm                                             | 25 Apr 81                                                         | F-4 Phantom II | |
| Hadavand                             | 1                        | Mirage F1                               | AIM-54A                                           | 22 Oct 81                                                         | F-14 Tomcat    | |
| Amiraslani                           | 1                        | Mirage F1                               | AIM-54A                                           | 20 Fev 87                                                         | F-14 Tomcat    | |
| Mohammad Reza Ataei                  | 1                        | MiG-23                                  | AIM-54A                                           | 13 Sep 80                                                         | F-14 Tomcat    | Le premier à abattre un avion irakien au cours des conflits frontaliers entre Iran et Irak, neuf jours avant le début officiel de la guerre Iran-Irak                           |
| Hashemi                              | 1                        | Mirage F1                               | Aim-54                                            | 26 Mar 85                                                         | F-14 Tomcat    | |
| S. Naghdi                            | 1                        | MiG-23                                  | AIM-54A                                           | 25 Sep 80                                                         | F-14 Tomcat    | |
| Afkhami                              | 1                        | MiG-21                                  | ?                                                 | ? Dec 80                                                          | F-4 Phantom II | |
| Mahlouji / Goudarz                   | 1                        | MiG-21                                  | AIM-9P                                            | 26 Apr 81                                                         | F-4 Phantom II | |
| Mofidi                               | 1                        | MiG-21                                  | AIM-9P                                            | 22 Sep 81                                                         | F-4 Phantom II | |
| Abbas Hazin                          | 1                        | MiG-21                                  | AIM-9P                                            | 26 Oct 80                                                         | F-14 Tomcat    | |
| K. Akhbari                           | 1                        | MiG-21                                  | AIM-9P                                            | 26 Oct 80                                                         | F-14 Tomcat    | |
| Farhad Dehghan                       | 1                        | MiG-21                                  | AIM-54A                                           | 2 Dec 80                                                          | F-14 Tomcat    | |
| Ebrahimi                             | 1                        | Su-20                                   | 20 mm                                             | 17 oct 80                                                         | Northrop F-5   | |
| Moussavi                             | 1                        | Su-22                                   | AIM-54A                                           | 21 Juil 82                                                        | F-14 Tomcat    | |
| Bozorgi                              | 1                        | Mil Mi-8                                | 20 mm                                             | 3 Dec 80                                                          | Northrop F-5   | |
| Alireza Yassini                      | 1                        | SA.321GV                                | AGM-65A                                           | 12 Juil 86                                                        | F-4 Phantom II | |